# خاور نزدیک باستان

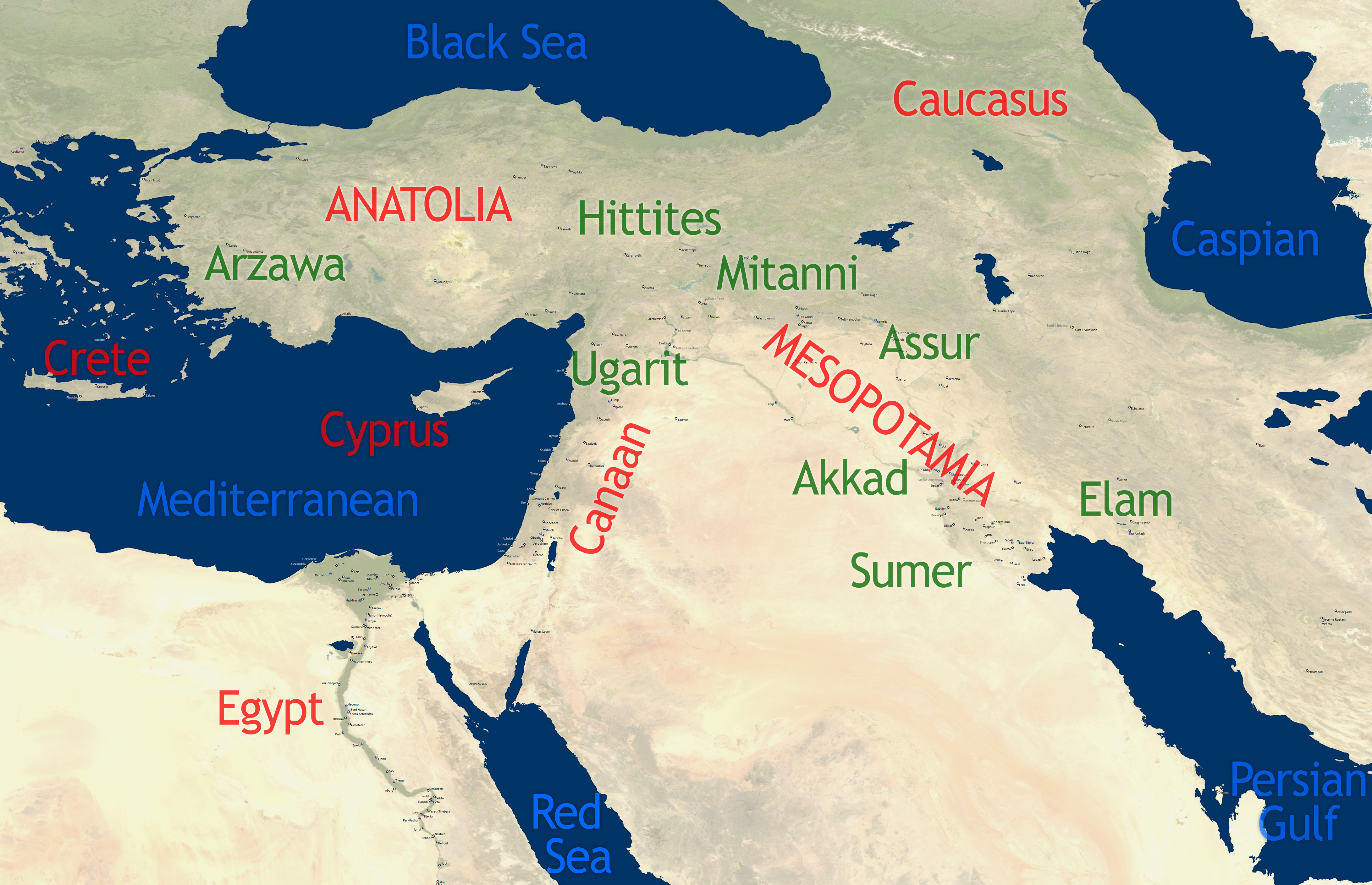
نقشهٔ خاور نزدیک باستان

خاور نزدیک باستان گهوارهٔ کهن‌ترین تمدن‌ها و دربرگیرندهٔ خاورمیانهٔ کنونی، میان‌رودان (عراق، جنوب باختری ایران، جنوب شرقی ترکیه، شمال شرقی سوریه و کویت کنونی)، مصر باستان، ایران باستان (شامل ایلام و تاریخ ایران)، آناتولی، سرزمین کوهستانی ارمنستان، شام، قبرس و شبه‌جزیره عربستان می‌باشد. مطالعات مربوط به این برهه در زمینه‌های باستان‌شناسی خاور نزدیک و تاریخ باستان انجام می‌پذیرد. در ظاهر تاریخ این جغرافیا سنتاً از هزاره چهارم (پیش از میلاد) و با سومریان آغاز می‌شود اما در واقع آثاری کشف شده در چغامیش نشان از تمدنی بسیار قدیمی تر(۷۰۰۰ سال ق. م) و بسیار قدیمی تر از سومریان و اعصار برنز و آهن را دربرمی‌گیرد.
خاور نزدیک باستان را یکی از نقطه‌های رشد بشری می‌دانند. پیشرفت کشاورزی، قشربندی، پدیداری دولت مرکزگرا، ادیان و جنگ‌های سازماندهی‌شده، نخستین امپراتوری‌ها و … از اینجا آغاز شدند. همچنین این منطقه را مهد اختراع موسیقی، دریانوردی، خط، حقوق، چرخ، اخترشناسی و ریاضیات می‌دانند.

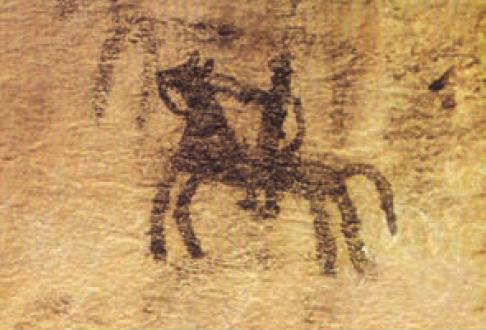
دیوارنگاری غار دوشه، خرم‌آباد لرستان، حدود هزاره هشتم پیش از میلاد

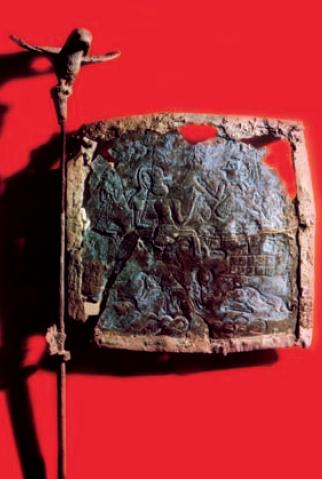
پرچم برنزی کشف شده در منطقه شهداد نزدیک کرمان، ایران، هزاره سوم پیش از میلاد

در طول تاریخ، مهاجرت‌های انسانی و جابجایی انسان‌ها همواره به دلیل دستیابی به شرایط بهتر برای زندگی بوده‌است، در دوران باستان این شرایط بهتر عبارت از آب فراوان‌تر و خاک حاصلخیزتر برای کشاورزی بوده‌است. به عنوان نمونه‌ای از این‌گونه مهاجرت‌ها می‌توان از دو کوچ بزرگ نام برد: نخست، کوچ هندیان آریایی از پیرامون کوهستان‌های هندوکش به سرزمین‌های پنجاب و پیرامون رود سند و دیگری، کوچ ایلامیان و سومریان، به سرزمین‌های باتلاقی تازه خشک شده خوزستان در ایران و میانرودان انجام شده‌است. سومریان اندیشه ایجاد تمدن را با خود تا دره نیل و مصر در آفریقا پیش بردند. از این‌گونه مهاجرت‌ها تمدنهای بزرگ یا گروه‌هایی از تمدنهای بزرگ برخاستند.

## تمدن‌های آسیای غربی
آسیای غربی زادگاه و پیدایشگاه بزرگ‌ترین و نخستین تمدنهای انسانی دوران باستان بود:
- تمدن باستانی الیپی در غرب ایران و شرق میانرودان
- تمدن باستانی ایلامیان در ایران
- تمدن باستانی سومریان در میانرودان
- تمدن باستانی هیتی‌ها در آناتولی
- تمدن باستانی اورارتو در ایران و آناتولی و میانرودان
- تمدن باستانی بابل در میانرودان
- تمدن باستانی آشوری در میانرودان
- تمدن باستانی ماد در ایران
- تمدن باستانی هخامنشی در ایران

کهن‌ترین نشانه‌های تمدن آسیای غربی، مربوط به ۷۰۰۰ سال ق.م. است که در ایران و شهر چغامیش (دزفول) آثارش کشف شده و همچنین تمدن شهر سوخته در سیستان، تمدن ایلام در خوزستان، تمدن جیرفت در کرمان، تمدن تپه‌حصارِ در دامغان، تمدن تپه سیلک (در کاشان)، تمدن اورارتو (در آذربایجان)، تپه گیان نهاوند، تمدن کاسی‌ها (در لرستان امروز)، و در قسمت‌های شمالی میانرودان، تل حلف در خاور، پیدا شده‌است.
آثار تمدنی مکشوفه در هند - پنجاب و موهنجودارو - نمایانگر تمدن شهری قابل توجهی است که در مقایسه با تمدن میانرودان، اوج آن در ۲۸۰۰ تا ۲۵۰۰ ق.م. بوده‌است. این تمدن از راه سیستان و شوش با تمدن سومر مربوط می‌شده‌است. ویل دورانت، این آثار تمدن را کهن‌ترین آثار تمدن بشر دانسته‌است.

## عصر کشاورزی
دوران نوسنگی را عصر کشاورزی دانسته‌اند. در این دوران، در برخی نواحی آسیای نزدیک (خاورمیانه)، انسان از مرحله جمع‌آوری و شکار به مرحله کشت و اهلی کردن برخی جانوران، انتقال یافت.
ساکنان بومی ایران را می‌توان زیر عنوان کلی کاسپی‌ها که دریای خزر (کاسپین) بنام آنهاست جمع نمود، کاسپینها کشاورزی می‌کردند. این مردم نخستین کشاورزان جهان بوده‌اند و کشاورزی از سرزمین آن‌ها به خاکهای رسوبی رودخانه‌های سند و سیحون و جیحون و دجله و فرات رسیده‌است.
بین هفت تا هشت هزار سال پیش مراکز روستانشین در چند نقطه از ایران، در منطقه تمدن جیرفت در تمدن تپه سیلک نزدیک کاشان و در اطراف مرودشت و در فاصله کمی از شوش، قدیمیترین شهر موجود دنیا، وجود داشته‌است. از روی یک قسمت از آثار تمدن تپه سیلک، که گمان می‌رود مربوط به هزاره چهارم پ.م. باشد، پیدا شده‌است که اهالی آنجا به بافندگی و کار کردن با فلزات و استعمال مهر و چرخ گوزه گری پی برده بودند.

## عصر فلز
آسیای غربی صحنه‌گذار انسان از مرحله نوسنگی به مراحل استفاده از فلزات مختلف بوده‌است. تعدادی از نخستین کوره‌های ذوب مس در تل ابلیس کرمان مربوط به هزاره پنجم ق.م. به‌دست آمد و اشیاء مسی شامل سنجاق و درفش، مهر و دستبند و حلقه انگشتر از آن‌ها کشف گردید. قدیمی‌ترین فلزی که مورد استفاده انسان قرار گرفته مس بوده‌است. این فلز در ۴۵۰۰ ق.م. در آسیای غربی مورد استفاده بوده‌است. ایران نخستین سرزمینی است که در آن مردم به استخراج و استعمال فلزات پی برده‌اند.
از اواسط دوران فلز، بجز مس، فلزات دیگری چون قلع، طلا، نقره در چرخه فناوری مردمان آن عصر پدیدار شدند و شاید به این دلیل است که این دوره را دوره فلز نام نهاده‌اند نه دوره مس.
برنزهای مشهور به لرستان اهمیت ایران را به عنوان یک مرکز فلزکاری در آسیای غربی باستان به‌طور روشن نشان می‌دهد.
رویدادی مهم در هزاره سوم پ. م؛ که تأثیرگذار در زندگی ساکنان فلات ایران و خصوصاً دشت خوزستان است عبارت است از کشف فلز آلیاژی مفرغ. از مراکز مهم فرهنگهای عصر مفرغ ایران غرب ایران و حوزه زاگرس مرکزی (لرستان پیشکوه و پشتکوه) بوده‌است. مفرغ ساخته شده در کوهپایه‌های زاگرس به سومر و عیلام صادر می‌شده‌است.

## اختراع خط
دبیرهٔ جیرفت، کهن‌ترین خط یا دبیرهٔ جهان است که حتی کهن‌تر از خط سومری نیز می‌باشد. این دبیره در یکی از سنگ‌نبشته‌های مربوط به شهرنشینی جیرفت ایران یافت شده‌است. بر پایهٔ کاوش‌هایی که به تازگی در کاوشگاه باستانی جیرفت انجام شد، برخلاف نگر پیشین که سومریان مخترعان خط دانسته می‌شدند، ثابت شد که مردمان تمدن جیرفت ایران نخستین پدیدآورندگان خط (دبیره) در جهان بوده‌اند.

## به قدرت رسیدن حکومت ایلام
قدرت یافتن سلسله ایلامی پادشاهی اوان در شمال دشت خوزستان مهم‌ترین رویداد سیاسی ایران در هزاره سوم پ.م. است. تا پیش از ورود مادها و پارسها حدود یک هزار سال تاریخ سرزمین ایران منحصر به تاریخ ایلام است.
سرزمین اصلی ایلام در شمال دشت خوزستان بوده. فرهنگ و تمدن ایلامی از شرق رودخانه دجله تا شهر سوخته زابل و از ارتفاعات زاگرس مرکزی تا بوشهر اثرگذار بوده‌است. ایلامیان نه سامی نژادند و نه آریایی، آنان ساکنان اولیه دشت خوزستان هستند.

## پیدایش شهرنشینی
شهرهای مهم ایران در هزاره‌های قبل از میلاد عبارتند از: تپه چغامیش دزفول - تپه حسنلو و هفتوان تپه در آذربایجان - تمدن تپه سیلک (در کاشان) - تپه‌حصارِ در دامغان - تپه گیان نهاوند، گودین، کنگاور - شاه‌تپه و تورنگ تپه گرگان - تپه قبرستان بویین زهرای قزوین - شوش، خوزستان - تمدن جیرفت، تپه یحیی و شهداد، کرمان - ملیان، فارس - شهر سوخته در زابل.
پایان عصر مفرغ و کشف آهن (شروع دوره آهن) مقارن است با رویدادهای مهم تاریخی و فرهنگی که در هزاره دوم پ.م. زمینه‌ساز تشکیل سلسله‌ها و ظهور نخستین حکومتهای مستقل در هزاره‌های دوم و اول پ.م. همچون: ماننا، اورارتو، الیپی و ماد و سرانجام امپراتوری وسیع هخامنشی شدند عبارتند از مهاجرت آریایی‌ها به فلات ایران، روی کار آمدن دولتهای مستقل به جای دولت شهرهای پیشین، و تجمع اقوام و قبایل مختلف (مقیم و مهاجر) خصوصاً در مناطق غربی و شمال غربی ایران هستیم که هر کدام قلمرو خاص خود را داشتند. این اقوام در شمال غربی ایران با اورارتو و آشور همسایه شدند.
تاریخ آسیا و تاریخ آسیای غربی، تاریخ فرهنگهای گوناگون است. در دوران باستان، تمدنهای آسیایی، به‌طور کلی، نمایانگر تضاد میان شیوه زندگانی در فرهنگهای یکجانشین (چین، هند، ایران و میانرودان) و اقوام کوچنده ترکستان، فرارود و عربستان بوده‌است.
اولین نشانه‌های تمدن بشری در خاورمیانه
چغامیش شهری از دوران پیش از اختراع خط است و قدمت آن به حدود ۳۴ قرن پیش از میلاد می‌رسد. چغامیش را باید نخستین مرکز در ایران دانست که خط و کتاب، اول بار در آنجا ظاهر شده‌است. وجود چنین تپه‌های باستانی در چغامیش سبب شده که چغامیش را شهری از سپیده دم تاریخ بنامند. هلن جی کانتر
در پناه کوه زاگرس وحدفاصل شهردزفول شوشتر وشوش، تپه‌های میان رودخانه دز و کارون از یک تپه بزرگ و نسبتاً مرتفع و چند تپه کوچک تشکیل شده‌اند. این تپه‌ها روزگاری پوشیده از کوزه شکسته‌های فراوانی بود که پس از نخستین مطالعه و بررسی روشن شد از عهد پیش از خط باقی‌مانده‌اند. شهرچغامیش در جلگه‌ای که جندیشاپور در شمال، چغابنوت در غرب و چغازنبیل در جنوب آن واقع اند و در میان دشتی وسیع قرار دارد. (علیدادی۱۵:۵۶)
هلن کانتور دربارهٔ کاوش‌های چغامیش در موزه ایران باستان و در سال ۱۳۵۱ سخنرانی ای در خصوص چغامیش با عنوان «شهری در سپیده دم تاریخ» ایراد کرده و در آن به این مطلب اشاره کرده‌است:
«در این تپه این واقعیت نهفته‌است که از هفتمین هزاره پیش از عصر، فرهنگهایی در این منطقه بی وقفه جانشین یکدیگر بوده‌اند. از قاعده تا راس این تپه ۱۵ لایه روی هم قرار گرفته‌است. بر خاک زرین آثاری از فرهنگ و تمدن و مدنیت در ۹ هزار سال پیش به چشم می‌خورد این انسانها چگونه می‌زیسته‌اند؟ دربارهٔ اینان نمی‌توان گفت عیلامی بوده‌اند. مردم این شهر کوچک ۷ هزار سال قبل از میلاد از کشاورزی و دامپروری گذران می‌کردند.» (افشار: ۱۷:۱۳۷۳)

## حفاری و کاوش‌های علمی
حفاری و کاوش علمی دراین تپه عظیم باستانی در گذشته انجام شده کاوش‌های علمی تپه چغامیش در سال‌های ۱۳۴۱_۱۳۴۵ه‍.ش._۱۹۶۲_۱۹۶۶م) ادامه یافت و حفاری‌های آن در پاییز ۱۹۶۹ م. (۱۳۴۸ ه‍.ش) دنبال شد. برای اولین بار، چهارمین فصل کاوش‌ها در تپه چغامیش به صورت حفاری‌های مشترک ایران و مؤسسه شرقی دانشگاه کالیفرنیای لس آنجلس انجام پذیرفت. عملیات حفاری هیئت در این فصل از ۲۸ اکتبر ۱۹۶۹ تا اوایل آوریل ۱۹۷۰ م. به طول انجامید. بقایای فشرده استقرار در تپه چوغامیش، بر روی ناحیه‌ای به وسعت بیش از ۵۰ جریب گسترده شده بود. در برخی نقاط، ارتفاع تپه بیش از ۲۰ متر بود که شامل بقایایی از دوره‌های مختلف می‌شد. نتایج حاصل از این حفاری، با توجه به اشیای به‌دست آمده، از جدیدترین تا کهنترین دورانها، به‌طور اجمال به شرح زیر است: در واقع اگر بر فرض این تپه را مانند کیکی ببیریم و ان را از بالا به پایین نگاه کنیم به ترتیب به دوران‌های مختلف زیر می‌رسیم:
قبرستان دوره جدید که با توجه به گمانه زنی‌های انجام گرفته متعلق به اواخر دوران ساسانی بودند. یافته‌های دوره پارتیها یافته‌های دورههخامنشیان که از آن آثاری جالب توجه به‌دست آمد همچون گاو کوچکی که بسیار شبیه گاوهای سرستون‌های شناخته شده هخامنشی شوش بود. آثار ایلامیان یافته‌های دوره آغاز ادبیات نیز قابل تأمل بودند همچو خانه‌ها و راه‌های سفالی آب یافته‌های دوره شوش میانی که در ان آثار ومجسمه‌های فراوان یافت شد. لایه مربوط به زمان شوش قدیم لایه مربوط به دوره شوش آرکائیک یا باستانی ظاهراً باستان شناسان در زیر لایه دوره ادبیات باز هم به آثار تمدنی قدیمی تر برخورد کرده‌اند.
امتیاز حفاری این تپه را هیئت مشترک باستان شناسان اعزامی از دانشگاه کالیفرنیا و مؤسسه شرق‌شناسی دانشگاه شیکاگو به سرپرستی پروفسور پینهاوس دلوگاز[۱] به نام مؤسسه اورینال از ایران درخواست کرد. پس از وی دکتر هلن کانتور در سال‌های ۱۹۶۱ تا ۱۹۷۶ میلادی کاوش کرد. این دانشمندان ۴ بار و به تناوب در تپه‌های چغامیش به کاوش‌های باستان‌شناسی پرداختند.

## گاهشمار حاکمان
در گاهشمار ذیل، حاکمان بر مناطق گوناگون خاور نزدیک را با توجه دوره‌های زمانی مختلف مشاهده می‌کنید. بازهٔ زمانی این جدول شامل ۴۰۰۰ سال پیش از میلاد، تا زمان فتوحات اسلامی را در بر می‌گیرد.

## آثار جالب توجه

### اولین سند دریانوردی جهان
در میان اشیای مکشوفه، قدیمی‌ترین سند دریانوردی را که ریشه فرهنگی آن به ۶ هزار سال قبل از میلاد برمی گردد کشف شده‌است. این مهر گلین، یک کشتی را با سرنشینانش نشان می‌دهد.
در این کشتی یک سردار پیروز ایرانی، بازگشته از جنگ، نشسته و اسیران زانوزده در جلوی او دیده می‌شوند. همچنین در این مهر یک گاو نر و یک پرچم هلالی شکل هم دیده می‌شوند.

### لوح تاریخی موسیقی
در کاوش‌هایی که از سال ۱۹۶۱ تا ۱۹۶۶ توسط مؤسسه شرقی دانشگاه شیکاگو انجام گرفت، مُهری به دست آمد که یکی از سندهای مهم تاریخ تکامل موسیقی در تمدن انسان به‌شمار می‌رود. این مهر توسط دو باستان‌شناس از دانشگاه شیکاگو به نام‌های پیناس دلوگاز (pinhas delougaz) و هلن کانتور (Helene Kantor) کشف و در گزارش کاوش آن‌ها معرفی شد. در این گزارش آمده‌است:
این تصاویر با توجه به ارزشی که از نظر هنری و آگاهی ما نسبت به زندگی این دوران دارند از ارزشهای والایی برخوردارند و به راستی نخستین یافته‌های بشری هستند که ارزش جهانی دارند. یکی از این نمونه‌ها، نخستین سندی است که بشر از موسیقی به شکل سازمان یافته دارد. دراین تصویر گروهی نوازنده نشان داده می‌شوند که در حقیقت پیشرو و نخستین شکل ارکسترهای امروزی را مجسم می‌کند. دراین تصویر چنگ بزرگی مشاهده می‌شود که در پشت سر آن نیمرخ نوازنده‌ای در حال زانو زدن دیده می‌شود. فرد دیگری با دستهای باز در حال طبل زدن به چشم می‌خورد. نوازنده سوم دو آلت شاخ مانند در دست دارد که نشان می‌دهد نوازنده در حال نواختن ساز بادی است که احتمالاً بوق می‌باشد و آن دیگری که در دست دارد ظاهراً نواختنش متفاوت است. نفر چهارم خواننده را در حال آواز خواندن نشان می‌دهد که دستش را زیر گوشش نهاده، این حالت در آواز خوانی مصر باستان مشاهده می‌شود. این شیوه آواز خوانی هنوز در خاورمیانه متداول است؛ بنابراین در این تصویر ارکستری را مشاهده می‌کنیم که سازهای زهی، بادی و کوبه‌ای را دربردارد و خواننده با آن‌ها همکاری می‌کند. اما این ارکستر گوشه‌ای از صحنه اصلی را نشان می‌دهد و نوازندگان به جز طبل زن همه به سمت راست چرخیده‌اند. در برابر، مردی مشاهده می‌شود که روی بالشی نشسته و میزی در جلویش قرار دارد که روی آن خوراکی‌های گوناگون چیده شده‌است و خدمتکار در حال پذیرایی از اوست. می‌توان چنین پنداشت که این تصویر صحنه‌ای را نشان می‌دهد که به مراسم مذهبی بستگی دارد (Delouoaz-kantor: 1996).

### ابداع اپرا توسط بشر
در سمت راست تصویر دو تن در حال خرید و فروش یا معاوضه جنسی مشاهده می‌شوند که رعایت پوزیسیون و اکت نمایانگر هنرپیشه بودن آنهاست. با توجه به دو بعدی بودن تصویر این دو فرد در صحنه واقعی در عرض صحنه در حال ایفای نقش خویش در نمایشی با موضوعی اجتماعی و روزمره هستند. می‌توان تصویر فوق را به اولین اجرای اپرا توسط بشر منتسب دانست. در سمت چپ ارکستر متشکل از سازهای بادی، زخمه‌ای و کوبه‌ای ملاحظه می‌گردد و فردی که غرق در تماشای بازی بازیگران همزمان با اجرای ارکستر است که می‌تواند کارگردان یا رهبر ارکستر باشد (Mohammadkeya Khosravi 2014).
از مهم‌ترین مُهرنگاره‌های خنیاگری (:موسیقی) در جهان؛ باید از آنچه که در «چغامیش» خوزستان برجای مانده، یاد کرد که در سال‌های ۱۹۶۱–۱۹۶۶ میلادی، یافت شده‌است. این مهرنگاره ۳۴۰۰ ساله؛ سیمایی از بزم رامشگران را نشان می‌دهد. در این بزم باستانی، دسته‌ای خنیاگر(:نوازنده) دیده می‌شوند که هر کدام، به نواختن سازی سرگرم هستند. چگونگی نواختن و نشستن این رامشگران، نشان می‌دهد که آنها، نخستین دسته خنیاگران(:ارکستر) جهان هستند. در این گروه رامشگران، می‌بینیم که نوازنده‌ای «چنگ» و دیگری «شیپور» و آن دیگر «تنبک» می‌نوازد. چهارمین رامشگر در این میان، خواننده‌ای است که «آواز» می‌خواند. همچنین در این بزم کهن، آزاده‌ای را می‌بینیم که بر فرشی نشسته و از او پذیرایی می‌شود.[۲]
گروه نوازندگان، مُهر بازمانده از چغامیش

### مهرهای استوانه‌ای
گویاترین کشفیات در چغامیش اثر مهرهای استوانه‌ای است. این مهرها قطعات سنگی بودند که روی آن‌ها تصاویری حک شده بود که با این وسیله روی ظروف و غیره علامت گذاری می‌کردند.
یکی از این مهرها پادشاهی را نشان می‌دهد که از جنگ برمی گردد که در قایقی نشسته و عده‌ای اسیر دست بسته در جلوی پاهای او افتاده‌اند. در یک دست فرمانده، گرز و در دست دیگرش ریسمانی است که با آن اسیران را نگاه داشته‌است. در این کشتی تصویر دریانوردی به چشم می‌خورد که یکی از آن‌ها روی دماغه کشتی نشسته و شیئی شبیه علامت یا پرچمی را در دست دارد.
به اعتقاد پروفسور دولوگاز این تصویر نمایشگر یک جنگ دریایی است که به احتمال زیاد در رودخانه‌های داخلی روی داده. چند لوح گلی نیز با اشکالی از نقطه و خط فشرده کشف شده و عقیده بر این است که این‌ها تنها سیستم اعداد بود که به احتمال قوی برای مقاصد حسابداری به کار می‌رفته‌است. اما مشاهده گاو لوح روی این نقش گلی که یکی از جاشوها به مراقبت از آن می‌پردازد حاکی از آن است که فرمانده کشتی از راه دوری برمی گردد و نیز رسم همراه بردن حیوانات زنده در کشتی‌ها از زمان‌های گذشته میان دریانوردان ایرانی خلیج فارس معمول بوده‌است.
صحنه‌ها و موضوع‌هایی که صدها اثر مهر یافته شده در چغامیش را نشان می‌دهند بسیار تنوع دارد. در این نقش‌ها جانور، آدم و دیو هر کدام به فعالیتی سرگرم هستند و ساده‌ترین این طرح‌ها که تنها جانوران و گیاهان را نشان داده از هنر پیشرفته حکاکی روی سنگ حکایت می‌کند. حالت‌های اصلی جانوران با برجستگی‌های دقیق تجسم یافته‌است. در آن‌ها صحنه‌های فعالیت انسانی با واقع بینی ترسیم شده‌است. از جمله در آن‌ها مردانی دیده می‌شوند که بز و گوسفندی را راهنمایی می‌کنند، قسمت‌های خالی صحنه عموماً با ظرف‌هایی پر شده که ظاهراً شبانان و ماست بندان به کار می‌برده‌اند، روی دو قطعه گل که اثر یک مهر منعکس است ۲ زن دیده می‌شود، یکی سمت راست نشسته نخ می‌ریسد و دیگری مشکی دو دهانه را می‌زند.
بخش بزرگی از مهرهای چغامیش موضوع‌های نظامی را نشان می‌دهد. روی دیگر نمونه‌هایی از جنگ‌ها دیده شده‌است. روی یک اثر مهر چهره بزرگ تیراندازی دیده می‌شود که تجهیزات وی جزو به جزو پیداست. این صحنه که تا به امروز در هیچ‌کجا مانندی ندارد گروهی مرد را نشان می‌دهد که با گام‌های فشرده راه می‌روند، گویا یک واحد نظامی آزموده و با انضباط است. همچنین در این تپه تعداد زیادی الواح گلی (شمارشی) و قطعات و ظروف و کاسه‌های سفالی مشهور به «لبه واریخته» که از سفالینه‌های شاخص دوره آغاز کتابت است به دست آمده‌است؛ سفال‌هایی که سخت صیقل یافته و اغلب این سفال‌ها با موضوع‌هایی نقاشی شده که به طرز شگفت‌انگیزی به نسبت آن زمان پیشرفته بوده‌است. سفال‌های دوران‌های بعدی با نقش‌های هندسی تزئین شده که تَنگ هم و با موتیف‌های مخصوص قلم خورده‌است.